# Baitan Hu
Baitan Hu är en sjö i Kina. Den ligger i provinsen Hubei, i den centrala delen av landet, omkring 65 kilometer öster om provinshuvudstaden Wuhan. Baitan Hu ligger 16 meter över havet. Arean är 3,4 kvadratkilometer. Trakten runt Baitan Hu består till största delen av jordbruksmark. Den sträcker sig 4,0 kilometer i nord-sydlig riktning, och 2,2 kilometer i öst-västlig riktning.
Genomsnittlig årsnederbörd är 1 805 millimeter. Den regnigaste månaden är maj, med i genomsnitt 269 mm nederbörd, och den torraste är december, med 35 mm nederbörd.